# 箭毛棘鼠
箭毛棘鼠（學名Lonchothrix emiliae），屬於哺乳綱嚙齒目棘鼠科。生活在南美的巴西，是箭毛棘鼠屬下唯一一種。